# Grosse Pierre d’Ellemelle
Die Grosse Pierre d’Ellemelle (auch La Pierre du Diable, Menhir d’Ellemelle oder Dolmen d’Ellemelle genannt) ist ein Menhir, der westlich von Ouffet-Ellemelle, bei Lüttich in der Provinz Lüttich in Belgien im Feld liegt.
Die Grosse Pierre d’Ellemelle ist eine 0,5 m starke, etwa 7,0 m × 5,0 m messende Sandsteinplatte mit einem Gewicht von mehr als 10 Tonnen, möglicherweise ein Menhir ähnlich dem Pierre Brunehaut oder dem zerstörten Leeuwensteen, der wahrscheinlich als Schotter der Eisenbahnstrecke Mechelen–Lüttich endete, die 1837 etwa 300 m nordöstlich verlegt wurde. Auf der Oberfläche liegt außermittig eine flache Aushöhlung von 70 cm × 45 cm.
Nach älteren Berichten war es ein Dolmen, der in der zweiten Hälfte des 19. Jahrhunderts beim Bau der Straße Ellemelle-Seny zerstört worden sein soll. In jedem Fall war der Stein bemerkenswert genug, um im Atlas de Ferraris, zusammengestellt zwischen 1771 und 1778, erwähnt worden zu sein.